# Copa do Mundo CONIFA de 2018
A Copa do Mundo CONIFA de 2018 foi a terceira edição da Copa do Mundo CONIFA, um torneio internacional de futebol para os estados, minorias, povos sem estado e regiões não afiliados à FIFA organizado pela CONIFA. O torneio foi organizado pela Barawa Football Association, com todos os jogos realizados em Londres e arredores. Depois de ter uma entrada tardia no torneio, a Transcarpátia conquistou seu primeiro título em 9 de junho de 2018, derrotando o Chipre do Norte por 3-2 nos pênaltis na final.

## Escolha da sede
Em junho de 2017, na reunião da ConIFA realizada durante a Copa Europeia ConIFA de 2017, foi anunciado que a Associação de Futebol de Barawa havia sido selecionada para atuar como anfitriã da Copa do Mundo de Futebol de 2018. No entanto, sob os critérios da ConIFA, o "anfitrião" é o membro da ConIFA que lidera o comitê organizador do torneio, o que não significa necessariamente que ele precisa ser jogado no território do anfitrião. Barawa está localizada na Somália, mas a Barawa FA representa membros da diáspora somali na Inglaterra.

## Estádios
Os dois primeiros torneios da Copa do Mundo de Futebol da ConIFA não tiveram mais do que dois locais cada; o torneio de 2014 contou com todos os jogos disputados no mesmo estádio, enquanto a edição de 2016 contou com um estádio em cada uma das duas cidades. A expansão de doze para dezesseis participantes em 2018 viu uma expansão significativa no número de locais utilizados, com um total de dez selecionados em quatro cidades distintas - destes, sete foram localizados na própria Grande Londres, dois foram nas cidades de Slough e Bracknell em Berkshire, e o último foi no bairro de Thurrock, em Essex.

## Qualificação
O processo de qualificação para a Copa do Mundo de Futebol foi originalmente estabelecido em um conjunto de critérios publicados pela ConIFA em sua reunião geral anual de 2017, que aborda as várias formas pelas quais as equipes podem se qualificar. Este foi posteriormente revisado pela ConIFA em junho de 2017.
- Anfitrião - Fornecendo pelo menos 10 lugares estão disponíveis para outros qualificadores, então todos os anfitriões se qualificarão automaticamente. Se houver menos de 10 outros lugares disponíveis, o número de locais de Anfitrião automáticos é calculado pelo número total de lugares no torneio menos 10.
- Copa do Mundo de Futebol - O atual detentor da Copa Mundial de Futebol se qualifica automaticamente.
- Wild Card - O Comitê Executivo da ConIFA emite um lugar no Wild Card para uma equipe que ainda não se classificou para a CMF, o mais tardar nove meses antes do início do torneio. O Comitê também tem o direito de emitir uma segunda vaga do Wild Card, se aprovado pela Assembléia Geral Anual da ConIFA.
- Torneio de Qualificação - Qualquer membro da ConIFA tem o direito de solicitar que um torneio seja sancionado como qualificador, desde que seja realizado entre 1º de janeiro do ano da CMF anterior e 31 de dezembro do ano anterior à próxima CMF, e consiste em pelo menos quatro membros da ConIFA. O pedido para ter o torneio sancionado como qualificador deve ser apresentado pelo menos dois meses antes do início, e deve ser aprovado pelo Comitê Executivo da ConIFA.
- Torneio continental - Se um campeonato continental da ConIFA for realizado após a CMF anterior, alguns de seus participantes se qualificam para o CMF; o total de qualificadores é calculado pelo número de participantes no torneio dividido por 4.
- Pontos de qualificação - Os lugares remanescentes são distribuídos de acordo com as posições finais nos vários rankings continentais da ConIFA, de acordo com seus pontos de classificação acumulados. Se duas ou mais equipes tiverem o mesmo número de pontos de qualificação, a qualificação será determinada pelo ConIFA World Rankings.

### Equipes qualificadas
| Equipe            | Continente       | Método de classificação                      | Data de classificação | Aparição final | Aparição anterior | Melhor desempenho anterior | Notas                     |
| ----------------- | ---------------- | -------------------------------------------- | --------------------- | -------------- | ----------------- | -------------------------- | ------------------------- |
| Tamil Eelam       | Ásia             | Campeão da ConIFA Challenger Cup             | 13 de março de 2016   | 2ª             | 2014              | Fase de colocação (2014)   |                           |
| Abecásia          | Europa           | Campeã da Copa do Mundo ConIFA de 2016       | 6 de junho de 2016    | 3ª             | 2016              | Campeã (2016)              |                           |
| Alta Hungria      | Europa           | Campeã da Hungary Heritage Cup               | 3 de agosto de 2016   | 1ª             | Estreante         | N/A                        | Retirou-se posteriormente |
| Armênia Ocidental | Europa           | Wild Card                                    | 14 de janeiro de 2017 | 2ª             | 2016              | Quartas de final (2016)    |                           |
| Barawa            | África           | Anfitriã                                     | 8 de junho de 2017    | 1ª             | Estreante         | N/A                        |                           |
| Tibete            | Ásia             | Wild Card                                    | 8 de junho de 2017    | 1ª             | Estreante         | N/A                        |                           |
| Kiribati          | Oceania          | Qualificação regional                        | 8 de junho de 2017    | 1ª             | Estreante         | N/A                        | Retirou-se posteriormente |
| Cascádia          | América do Norte | Qualificação regional                        | 8 de junho de 2017    | 1ª             | Estreante         | N/A                        |                           |
| Padânia           | Europa           | Campeã da Copa Europeia ConIFA de 2017       | 10 de junho de 2017   | 3ª             | 2016              | Quarto lugar (2016)        |                           |
| Chipre do Norte   | Europa           | Vice-campeão da Copa Europeia ConIFA de 2017 | 10 de junho de 2017   | 2ª             | 2016              | Terceiro lugar (2016)      |                           |
| Panjabe           | Ásia             | Qualificação regional                        | 2 de setembro de 2017 | 2ª             | 2016              | Quartas de final (2016)    |                           |
| Coreanos no Japão | Ásia             | Qualificação regional                        | 2 de setembro de 2017 | 2ª             | 2016              | Quartas de final (2016)    |                           |
| Matabelelândia    | África           | Qualificação regional                        | 2 de setembro de 2017 | 1ª             | Estreante         | N/A                        |                           |
| Cabília           | África           | Qualificação regional                        | 2 de setembro de 2017 | 1ª             | Estreante         | N/A                        |                           |
| Ellan Vannin      | Europa           | Qualificação regional                        | 2 de setembro de 2017 | 2ª             | 2014              | Segundo lugar (2014)       |                           |
| País Sículo       | Europa           | Qualificação regional                        | 2 de setembro de 2017 | 2ª             | 2016              | Fase de colocação (2016)   |                           |
| Tuvalu            | Oceania          | Substituição                                 | 7 de março de 2018    | 1ª             | Estreante         | N/A                        | Substituiu Kiribati       |
| Transcarpátia     | Europa           | Substituição                                 | 4 de maio de 2018     | 1ª             | Estreante         | N/A                        | Substituiu a Alta Hungria |

### Sorteio
Em dezembro de 2017, as dezesseis equipes participantes foram divididas em quatro potes de quatro para o sorteio da fase de grupos, com base nos rankings da ConIFA. O sorteio da fase de grupos foi realizado em 6 de janeiro de 2018, no Chipre do Norte.
| Pote 1                                  | Pote 2                                                             | Pote 3                                                      | Pote 4                                         |
| --------------------------------------- | ------------------------------------------------------------------ | ----------------------------------------------------------- | ---------------------------------------------- |
| - Barawa - Abecásia - Panjabe - Padânia | - Chipre do Norte - País Sículo - Coreanos no Japão - Ellan Vannin | - Alta Hungria - Tamil Eelam - Armênia Ocidental - Kiribati | - Tibete - Matabelelândia - Cabília - Cascádia |

### Desistências
Em março de 2018, a ConIFA anunciou que, devido a dificuldades financeiras, Kiribati havia sido forçado a se retirar do torneio, com seu lugar ocupado por Tuvalu. Em maio de 2018, foi anunciado que a Alta Hungria havia se retirado, para ser substituída pela Transcarpátia.

## Tabela

### Fase de grupos
| Legenda | Legenda                                        |
| ------- | ---------------------------------------------- |
|         | Equipes classificadas para as quartas de final |
|         | Equipes na fase de colocação                   |

#### Grupo A
| Equipe       | Pts. | J | V | E | D | GM | GS | SG  |
| ------------ | ---- | - | - | - | - | -- | -- | --- |
| Barawa       | 6    | 3 | 2 | 0 | 1 | 7  | 2  | +5  |
| Cascádia     | 6    | 3 | 2 | 0 | 1 | 9  | 5  | +4  |
| Ellan Vannin | 6    | 3 | 2 | 0 | 1 | 6  | 3  | +3  |
| Tamil Eelam  | 0    | 3 | 0 | 0 | 3 | 0  | 12 | −12 |

| 31 de maio de 2018 | Ellan Vannin                                                           | 4 - 1 | Cascádia         | Gander Green Lane, Sutton |
| 12:00 BST          | Stephen Whitley 15' · Frank Jones 41' · Sam Caine 62' · Jack McVey 70' |       | Josh Doughty 18' |                           |

| 31 de maio de 2018 | Barawa                                                                       | 4 - 0 | Tamil Eelam | Hayes Lane, Bromley |
| 20:00 BST          | Solomon Sambou 17' · Shaun Lucien 30' (Pen), 80' (Pen) · Gianni Crichlow 43' |       |             |                     |

| 2 de junho de 2018 | Barawa               | 1 - 2 | Cascádia                                | Colston Avenue, Carshalton |
| 14:00 BST          | Mohammed Bettamer 9' |       | Josh Doughty 35' · Hector Morales 45+1' |                            |

| 2 de junho de 2018 | Ellan Vannin                        | 2 - 0 | Tamil Eelam | Colston Avenue, Carshalton |
| 17:00 BST          | Stephen Whitley 47' · Sam Caine 57' |       |             |                            |

| 3 de junho de 2018 | Barawa                                       | 2 - 0 | Ellan Vannin | Coles Park, Haringey |
| 15:00 BST          | Mohammed Bettamer 40' · Shaquille Ismail 56' |       |              |                      |

| 3 de junho de 2018 | Tamil Eelam | 0 - 6 | Cascádia                                                                                         | St Paul's Sports Ground, Rotherhithe |
| 15:00 BST          |             |       | Jon Nouble 10' (Pen), 87' · Tayshan Hayden-Smith 32', 71' · Yuri Farkas 69' · Calum Ferguson 89' |                                      |

#### Grupo B
| Equipe          | Pts. | J | V | E | D | GM | GS | SG |
| --------------- | ---- | - | - | - | - | -- | -- | -- |
| Transcarpátia   | 7    | 3 | 2 | 1 | 0 | 8  | 2  | +6 |
| Chipre do Norte | 5    | 3 | 1 | 2 | 0 | 6  | 4  | +2 |
| Abecásia        | 4    | 2 | 1 | 1 | 1 | 5  | 4  | +1 |
| Tibete          | 0    | 3 | 0 | 0 | 3 | 2  | 11 | −9 |

| 31 de maio de 2018 | Abecásia                                                          | 3 - 0 | Tibete | Queen Elizabeth II Stadium, Enfield |
| 12:00 BST          | Ruslan Akhvlediani 15' · Dmitri Maskayev 60' · Ruslan Shoniya 77' |       |        |                                     |

| 31 de maio de 2018 | Chipre do Norte  | 1 - 1 | Transcarpátia     | Queen Elizabeth II Stadium, Enfield |
| 15:00 BST          | Billy Mehmet 13' |       | István Sándor 53' |                                     |

| 2 de junho de 2018 | Abecásia | 0 - 2 | Transcarpátia                          | Queen Elizabeth II Stadium, Enfield |
| 14:00 BST          |          |       | Zsolt Gajdos 11' · István Sándor 90+8' |                                     |

| 2 de junho de 2018 | Chipre do Norte                    | 3 - 1 | Tibete              | Queen Elizabeth II Stadium, Enfield |
| 17:00 BST          | Halil Turan 2', 67' · Uğur Gök 73' |       | Kalsang Topgyal 38' |                                     |

| 3 de junho de 2018 | Abecásia                                       | 2 - 2 | Chipre do Norte                 | Queen Elizabeth II Stadium, Enfield |
| 15:00 BST          | Dmitri Maskayev 21' · Vladimir Argun 90' (Pen) |       | Ünal Kaya 27' · Kenan Oshan 77' |                                     |

| 3 de junho de 2018 | Transcarpátia                                                                         | 5 - 1 | Tibete           | Larges Lane, Bracknell |
| 15:00 BST          | Zsolt Gajdos 2' · György Sándor 36' (Pen) · Ronald Takács 42', 77' · Alex Svedjuk 75' |       | Pema Lhundup 69' |                        |

#### Grupo C
| Equipe         | Pts. | J | V | E | D | GM | GS | SG  |
| -------------- | ---- | - | - | - | - | -- | -- | --- |
| Padânia        | 9    | 3 | 3 | 0 | 0 | 17 | 2  | +15 |
| País Sículo    | 6    | 3 | 2 | 0 | 1 | 10 | 3  | +7  |
| Matabelelândia | 3    | 3 | 1 | 0 | 2 | 4  | 12 | −8  |
| Tuvalu         | 0    | 3 | 0 | 0 | 3 | 1  | 15 | −14 |

| 31 de maio de 2018 | País Sículo                                     | 4 - 0 | Tuvalu | Coles Park, Haringey |
| 12:00 BST          | Barna Bajkó 23', 63', 68' · Szilárd Magyari 75' |       |        |                      |

| 31 de maio de 2018 | Padânia                                                                                       | 6 - 1 | Matabelelândia     | Gander Green Lane, Sutton |
| 15:00 BST          | Giacomo Innocenti 10', 45' · Gabriele Piantoni 39', 42' · Guilo Valente 60' · Andrea Rota 61' |       | Thabiso Ndlela 78' |                           |

| 2 de junho de 2018 | País Sículo                                                                                   | 5 - 0 | Matabelelândia | Coles Park, Haringey |
| 14:00 BST          | István Fülöp 31' (Pen) · Arthur Györgyi 40' · Szilárd Magyari 42', 54' · László Hodgyai 90+1' |       |                |                      |

| 2 de junho de 2018 | Padânia                                                                                              | 8 - 0 | Tuvalu | Coles Park, Haringey |
| 17:00 BST          | Federico Corno 8', 12', 38' · Riccardo Ravasi 17' · Guilo Valente 32', 44', 89' · William Rosset 71' |       |        |                      |

| 3 de junho de 2018 | Padânia                                                             | 3 - 1 | País Sículo      | Bedfont Recreation Ground, Bedfont |
| 18:00 BST          | Gianluca Rolandone 19' · Giacomo Innocenti 27' · Ersid Pllumbaj 45' |       | László Szőcs 90' |                                    |

| 3 de junho de 2018 | Tuvalu              | 1 - 3 | Matabelelândia                                      | Coles Park, Haringey |
| 18:00 BST          | Etimoni Timuani 27' |       | Shylock Ndlovu 25', 38' · Sipho Mlalazi 90+1' (Pen) |                      |

#### Grupo D
| Equipe            | Pts. | J | V | E | D | GM | GS | SG  |
| ----------------- | ---- | - | - | - | - | -- | -- | --- |
| Armênia Ocidental | 7    | 3 | 2 | 1 | 0 | 5  | 0  | +5  |
| Panjabe           | 4    | 3 | 1 | 1 | 1 | 9  | 2  | +7  |
| Coreanos no Japão | 3    | 3 | 0 | 3 | 0 | 1  | 1  | 0   |
| Cabília           | 1    | 3 | 0 | 1 | 2 | 0  | 12 | −12 |

| 31 de maio de 2018 | Coreanos no Japão | 0 - 0 | Armênia Ocidental | Colston Avenue, Carshalton |
| 12:00 BST          |                   |       |                   |                            |

| 31 de maio de 2018 | Panjabe | 8 - 0 | Cabília | Arbour Park, Slough |
| 12:00 BST          | Amarvir Sandhu 24', 53' · Amar Singh Purewal 45', 62' · Gurjit Singh 51' (Pen), 90+3' · Kamaljit Singh 75', 82' |       |         |                     |

| 2 de junho de 2018 | Coreanos no Japão | 0 - 0 | Cabília | Larges Lane, Bracknell |
| 14:00 BST          |                   |       |         |                        |

| 2 de junho de 2018 | Panjabe | 0 - 1 | Armênia Ocidental     | Arbour Park, Slough |
| 17:00 BST          |         |       | Vahagn Militosyan 14' |                     |

| 3 de junho de 2018 | Panjabe                      | 1 - 1 | Coreanos no Japão  | Arbour Park, Slough |
| 18:00 BST          | Amar Singh Purewal 77' (Pen) |       | Mun Su-hyeon 90+4' |                     |

| 3 de junho de 2018 | Armênia Ocidental                                                             | 4 - 0 | Cabília | Queen Elizabeth II Stadium, Enfield |
| 18:00 BST          | Arman Mosoyan 23' · Vicken Valenza-Berberian 61', 87' · Vahagn Militosyan 89' |       |         |                                     |

### Fase final
|  | Quartas de final       | Quartas de final        |                         |             | Semifinais     | Semifinais     |  |  | Final                | Final |
|  |                        |                         |                         |             |                |                |  |  |                      |       |
|  | 5 de junho – Sutton    |                         |                         |             |                |                |  |  |                      |       |
|  |                        |                         |                         |             |                |                |  |  |                      |       |
|  | Barawa                 | 0                       |                         |             |                |                |  |  |                      |       |
|  | Barawa                 | 0                       | 7 de junho – Carshalton |             |                |                |  |  |                      |       |
|  | Chipre do Norte        | 8                       |                         |             |                |                |  |  |                      |       |
|  | Chipre do Norte        | 8                       | Chipre do Norte         | 3           |                |                |  |  |                      |       |
|  | 5 de junho – Bracknell |                         | Chipre do Norte         | 3           |                |                |  |  |                      |       |
|  |                        | Padânia                 | 2                       |             |                |                |  |  |                      |       |
|  | Padânia                | Padânia                 | 2                       | 2           |                |                |  |  |                      |       |
|  | Padânia                |                         | 9 de junho – Enfield    | 2           |                |                |  |  |                      |       |
|  | Panjabe                | 0                       |                         |             |                |                |  |  |                      |       |
|  | Panjabe                | 0                       | Chipre do Norte         | 0 (2)       |                |                |  |  |                      |       |
|  | 5 de junho – Sutton    |                         | Chipre do Norte         | 0 (2)       |                |                |  |  |                      |       |
|  |                        | Transcarpátia           | 0 (3)                   |             |                |                |  |  |                      |       |
|  | Transcarpátia          | Transcarpátia           | 0 (3)                   | 3           |                |                |  |  |                      |       |
|  | Transcarpátia          | 7 de junho – Carshalton |                         | 3           |                |                |  |  |                      |       |
|  | Cascádia               | 1                       |                         |             |                |                |  |  |                      |       |
|  | Cascádia               | 1                       | Transcarpátia           | 4           | Terceiro lugar | Terceiro lugar |  |  |                      |       |
|  | 5 de junho – Bromley   |                         | Transcarpátia           | 4           | Terceiro lugar | Terceiro lugar |  |  |                      |       |
|  |                        | País Sículo             | 2                       |             |                |                |  |  |                      |       |
|  | Armênia Ocidental      | País Sículo             | 2                       | 0           | Padânia        | 0 (5)          |  |  |                      |       |
|  | Armênia Ocidental      |                         |                         | 0           | Padânia        | 0 (5)          |  |  |                      |       |
|  | País Sículo            | 4                       |                         | País Sículo | 0 (4)          |                |  |  |                      |       |
|  | País Sículo            | 4                       |                         |             | 0 (4)          |                |  |  |                      |       |
|  |                        |                         |                         |             |                |                |  |  | 9 de junho – Enfield |       |
|  |                        |                         |                         |             |                |                |  |  |                      |       |

Nota: em negrito os times classificados em cada fase.

#### Quartas de final
| 5 de junho de 2018 | Barawa | 0 - 8 | Chipre do Norte | Gander Green Lane, Sutton |
| 15:00 BST          |        |       | Uğur Gök 15', 80' · Serhan Önet 51' · Halil Turan 54', 69', · Ayuub Ali 58' (g.c.) · Billy Mehmet 84' · Tansel Osman 88' |                           |

| 5 de junho de 2018 | Padânia                                        | 2 - 0 | Panjabe | Larges Lane, Bracknell |
| 15:00 BST          | Giacomo Innocenti 59' (Pen) · Nicolò Pavan 90' |       |         |                        |

| 5 de junho de 2018 | Transcarpátia                                                 | 3 - 1 | Cascádia          | Gander Green Lane, Sutton |
| 18:00 BST          | Gergő Gyürki 49' · Ronald Takács 59' · Zsolt Gajdos 87' (Pen) |       | Hamza Haddidi 80' |                           |

| 5 de junho de 2018 | Armênia Ocidental | 0 - 4 | País Sículo                                                                | Hayes Lane, Bromley |
| 18:00 BST          |                   |       | Zsolt Tankó 36' · Csaba Csizmadia 61' · Lóránd Fülöp 65' · Barna Bajkó 86' |                     |

#### Semifinais
| 7 de junho de 2018 | Chipre do Norte                         | 3 - 2 | Padânia                                     | Colston Avenue, Carshalton |
| 17:00 BST          | Billy Mehmet 36', 84' · Halil Turan 80' |       | Riccardo Ravasi 30' · Giacomo Innocenti 47' |                            |

| 7 de junho de 2018 | Transcarpátia                                                     | 4 - 2 | País Sículo                           | Colston Avenue, Carshalton |
| 17:00 BST          | György Toma 36', 12' · Gergő Gyürki 75' (Pen) · Csaba Peres 90+1' |       | Csaba Csizmadia 77' · Barna Bajkó 79' |                            |

#### Decisão do 3° Lugar
| 9 de junho de 2018 | Padânia | 0 - 0 | País Sículo | Queen Elizabeth II Stadium, Enfield |
| 15:00 BST          |         |       |             |                                     |

|  |       | Penalidades |
|  | 5 - 4 |             |

#### Final
| 9 de junho de 2018 | Chipre do Norte | 0 - 0 | Transcarpátia | Queen Elizabeth II Stadium, Enfield |
| 18:00 BST          |                 |       |               |                                     |

|                                 |       | Penalidades                         |  |
| Mehmet Kurt Oshan Ersalan Turan | 2 - 3 | Gyürki Toma Baksa I. Sándor Svedjuk |  |

### Fases de colocação

#### Fase de colocação 1
| 5 de junho de 2018 | Ellan Vannin [A] | 0 - 3 | Tibete | Hayes Lane, Bromley |
| 15:00 BST          |                  |       |        |                     |

| 5 de junho de 2018 | Matabelelândia | 0 - 0 | Cabília | Queen Elizabeth II Stadium, Enfield |
| 15:00 BST          |                |       |         |                                     |

|                                                    |       | Penalidades          |  |
| P. Ndlovu Mlalazi G. Ndlovu George Nkomo Sthamburi | 3 - 4 | Belalsa Hadid Mezaib |  |

| 5 de junho de 2018 | Abecásia                                                                                     | 6 - 0 | Tamil Eelam | Parkside, Aveley |
| 18:00 BST          | Ruslan Akhvlediani 40', 71' · Shabat Logua 63' · Ruslan Shoniya 74', 88' · Astamur Tarba 83' |       |             |                  |

| 5 de junho de 2018 | Coreanos no Japão                                                                | 5 - 0 | Tuvalu | Larges Lane, Bracknell |
| 18:00 BST          | Ken Taniyama 18' · Lee Tong-soung 20', 58' · Shin Yong-ju 23' · Mun Su-hyeon 83' |       |        |                        |

Notas
- A. ^  Ellan Vannin retirou-se do torneio em 5 de junho. Em vez disso, o Tibete jogou contra a equipe dos "Turcos em Londres" quando este jogo estava marcado para ser disputado.

#### Fase de colocação 2
| 7 de junho de 2018 | Ellan Vannin [B] | 0 - 3 | Matabelelândia | Parkside, Aveley |
| 12:00 BST          |                  |       |                |                  |

| 7 de junho de 2018 | Tamil Eelam                                                   | 4 - 3 | Tuvalu                                    | Gander Green Lane, Sutton |
| 12:00 BST          | Prashanth Ragavan 7', 86', 90+1' · Janothan Perananthan 90+4' |       | Alopua Petoa 3', 73' · Sosene Vailine 55' |                           |

| 7 de junho de 2018 | Tibete                    | 1 - 8 | Cabília                                                                                       | Queen Elizabeth II Stadium, Enfield |
| 12:00 BST          | Kalsang Topgyal 75' (Pen) |       | Sami Boudia 25', 44', 77', 87' · Ilyas Hadid 45' · Enzo Mezaib 49', 51' · Nadjim Bouabbas 49' |                                     |

| 7 de junho de 2018 | Abecásia                                        | 2 - 0 | Coreanos no Japão | Hayes Lane, Bromley |
| 12:00 BST          | Ruslan Akhvlediani 38' · Aleksandr Kogoniya 78' |       |                   |                     |

| 7 de junho de 2018 | Barawa | 0 - 5 | Panjabe                                                | Gander Green Lane, Sutton |
| 15:00 BST          |        |       | Kamaljit Singh 8', 65', 72', 90+2' · Nathan Minhas 46' |                           |

| 7 de junho de 2018 | Cascádia                                                   | 4 - 0 | Armênia Ocidental | Hayes Lane, Bromley |
| 15:00 BST          | Calum Ferguson 24', 62' · Max Oldham 54' · Yuri Farkas 79' |       |                   |                     |

Notas
- B. ^  O Arquipélago de Chagos concordou em cumprir as partidas restantes de Ellan Vannin.

#### Fase de colocação 3
| 9 de junho de 2018 | Ellan Vannin [B] | 0 - 3 | Tuvalu | Bedfont Recreation Ground, Bedfont |
| 12:00 BST          |                  |       |        |                                    |

| 9 de junho de 2018 | Matabelelândia     | 1 - 0 | Tamil Eelam | Parkside, Aveley |
| 12:00 BST          | Thabiso Ndlela 81' |       |             |                  |

| 9 de junho de 2018 | Tibete             | 1 - 1 | Coreanos no Japão       | St Paul's Sports Ground, Rotherhithe |
| 12:00 BST          | Tenzin Yougyal 20' |       | Tenzin Gelek 84' (g.c.) |                                      |

|  |       | Penalidades |
|  | 1 - 4 |             |

| 9 de junho de 2018 | Cabília | 0 - 2 | Abecásia                             | Parkside, Aveley |
| 15:00 BST          |         |       | Shabat Logua 29' · Georgi Zhanaa 56' |                  |

| 9 de junho de 2018 | Barawa | 0 - 7 | Armênia Ocidental | Coles Park, Haringey |
| 15:00 BST          |        |       | Norik Hovsepyan ?' · David Hovsepyan ?' · Artur Yedigaryan ?' · Fabrice Guzel ?' · Zaven Varjabetyan ?' · Vahagn Militosyan ?' · Arman Mosoyan ?' |                      |

| 9 de junho de 2018 | Panjabe                                        | 3 - 3 | Cascádia                                     | St Paul's Sports Ground, Rotherhithe |
| 15:00 BST          | Rajpal Singh Virk 18' · Nathan Minhas 24', 34' |       | Hector Morales 45' · Calum Ferguson 54', 60' |                                      |

|                                        |       | Penalidades                                   |  |
| Purewal Zia Virk Dhillon K. Singh Jung | 4 - 3 | Riley Gregory J. Wilson Oldham Haddadi Levock |  |

Notas
- B. ^  O Arquipélago de Chagos concordou em cumprir as partidas restantes de Ellan Vannin.

## Artilharia
6 Gols
| - Kamaljit Singh |

5 Gols
| - Calum Ferguson - Halil Turan - Barna Bajkó |

4 Gols
| - Ruslan Akhvlediani - Sami Boudia - Billy Mehmet - Giacomo Innocenti |

3 Gols
| - Ruslan Shoniya - Vahagn Militosyan - Uğur Gök - Federico Corno - Giulio Valente - Szilárd Magyari - Nathan Minhas - Amar Singh Purewal - Prashanth Ragavan - Zsolt Gajdos - Ronald Takács |

2 Gols
| - Shabat Logua - Dmitri Maskayev - Arman Mosoyan - Vicken Valenza-Berberian - Mohammed Bettamer - Shaun Lucien - Enzo Mezaib - Josh Doughty - Yuri Farkas - Tayshan Hayden-Smith - Hector Morales - Jon Nouble - Lee Tong-soung - Mun Su-hyeon - Sam Caine - Stephen Whitley - Thabiso Ndlela - Shylock Ndlovu - Nicolò Pavan - Gabriele Piantoni - Riccardo Ravasi - William Rosset - Csaba Csizmadia - Amarvir Sandhu - Gurjit Singh - Kalsang Topgyal - Tenzin Yougyal - Gergő Gyürki - István Sándor - György Toma - Alopua Petoa |

1 Gol
| - Vladimir Argun - Aleksandr Kogoniya - Astamur Tarba - Georgi Zhanaa - Fabrice Guzel - David Hovsepyan - Norik Hovsepyan - Zaven Varjabetyan - Artur Yedigaryan - Gianni Crichlow - Shaquille Ismail - Solomon Sambou - Nadjim Bouabbas - Ilyas Hadid - Hamza Haddadi - Max Oldham - Ünal Kaya - Serhan Önet - Kenan Oshan - Tansel Osman - Shin Yong-ju - Ken Taniyama - Frank Jones - Jack McVey - Sipho Mlalazi - Ersid Pllumbaj - Gianluca Rolandone - Andrea Rota - István Fülöp - Lóránd Fülöp - Arthur Györgyi - László Hodgyai - László Szőcs - Zsolt Tankó - Rajpal Singh Virk - Janothan Perananthan - Csaba Peres - György Sándor - Alex Svedjuk - Etimoni Timuani - Sosene Vailine |

Gols-contra
| - Ayuub Ali (a favor do Chipre do Norte) - Tenzin Gelek (a favor dos Coreanos no Japão) |

## Premiação
| Copa do Mundo ConIFA de 2018      |
| --------------------------------- |
| Transcarpátia Campeão (1º título) |

## Classificação Final
| Pos | Equipe            | Pts | J | V | E | D | GP | GC | SG  |
| --- | ----------------- | --- | - | - | - | - | -- | -- | --- |
| 1   | Transcarpátia     | 14  | 6 | 4 | 2 | 0 | 15 | 5  | 10  |
| 2   | Chipre do Norte   | 12  | 6 | 3 | 3 | 0 | 17 | 6  | 11  |
| 3   | Padânia           | 13  | 6 | 4 | 1 | 1 | 21 | 5  | 16  |
| 4   | País Sículo       | 10  | 6 | 3 | 1 | 2 | 16 | 7  | 9   |
| 5   | Panjabe           | 8   | 6 | 2 | 2 | 2 | 17 | 7  | 10  |
| 6   | Cascádia          | 10  | 6 | 3 | 1 | 2 | 17 | 11 | 6   |
| 7   | Armênia Ocidental | 10  | 6 | 3 | 1 | 2 | 12 | 8  | 4   |
| 8   | Barawa            | 6   | 6 | 2 | 0 | 4 | 7  | 22 | -15 |
| 9   | Abecásia          | 13  | 6 | 4 | 1 | 1 | 15 | 4  | 11  |
| 10  | Cabília           | 4   | 6 | 1 | 1 | 4 | 8  | 15 | -7  |
| 11  | Coreanos no Japão | 7   | 6 | 1 | 4 | 1 | 7  | 4  | 3   |
| 12  | Tibete            | 1   | 5 | 0 | 1 | 4 | 4  | 20 | -16 |
| 13  | Matabelelândia    | 7   | 5 | 2 | 1 | 2 | 5  | 12 | -7  |
| 14  | Tamil Eelam       | 3   | 6 | 1 | 0 | 5 | 4  | 22 | -18 |
| 15  | Tuvalu            | 0   | 5 | 0 | 0 | 5 | 4  | 24 | -20 |
| 16  | Ellan Vannin      | 6   | 3 | 2 | 0 | 1 | 6  | 3  | 3   |

## Controvérsias

### Retirada de Ellan Vannin
Após a conclusão da fase de grupos, Ellan Vannin entrou em um protesto sobre o fato de que Barawa tinha sido capaz de trazer um jogador substituto para a sua seleção após o início do torneio, em aparente violação das regras do torneio. A adição do jogador, Mohamed Bettamer, um ex jovem internacional da Líbia, foi autorizada pela ConIFA, que afirmou que esta era uma mudança de regra, mas que não informou as outras 15 equipes da competição, que apresentaram suas próprias listas de seleção de acordo com o livro de regras publicado antes do torneio. Ellan Vannin lançou um apelo contra a seleção de Barawa a um jogador aparentemente inelegível, que em uma reunião inicial do comitê do torneio foi confirmada, antes de ser derrubada. Como resultado, Ellan Vannin se retirou do restante do torneio, e o Tibete e seus adversários nas Rodadas de Colocação receberam uma vitória por 3-0. O seu lugar nas instalações restantes foi ocupado pelo Arquipélago de Chagos. Uma reunião do Comitê Executivo da ConIFA tomou a decisão de expulsar provisoriamente a Manx Independent Football Alliance da organização em 7 de junho, sujeito a ratificação na Assembléia Geral Anual em janeiro de 2019.

#### Partidas de substituição
| 5 de junho de 2018 | Turcos em Londres                | 4 - 0 | Tibete | Hayes Lane, Bromley |
| 15:00 BST          | Hassan Nalbant , · Ali Uyar Avci |       |        |                     |

| 7 de junho de 2018 | Arquipélago de Chagos | 0 - 1 | Matabelelândia     | Parkside, Aveley |
| 12:00 BST          |                       |       | Musa Sthamburi 60' |                  |

| 9 de junho de 2018 | Arquipélago de Chagos   | 1 - 6 | Tuvalu                                                                                           | Bedfont Recreation Ground, Bedfont |
| 12:00 BST          | Ivanov Leonce 28' (Pen) |       | Okilani Tinilau 8', 63' · Matti Uaelasi 20', 81' · Nicolas Oride 26' (g.c.) · Sosene Vailine 71' |                                    |

#### Marcadores
3 Gols
| - Hassan Nalbant |

2 Gols
| - Okilani Tinilau - Matti Uaelasi |

1 Gol
| - Ivanov Leonce - Musa Sthamburi - Ali Uyar Avci - Sosene Vailine |

Gols-contra
| - Nicolas Oride (a favor de Tuvalu) |